# الغزو الألماني للوكسمبورغ
كان الغزو الألماني للوكسمبورغ جزءاً من العملية الصفراء (بالألمانية: Fall Gelb) وهي خطة الغزو الألماني للأراضي المنخفضة (بلجيكا و لوكسمبورغ وهولندا) بالإضافة إلى فرنسا أثناء الحرب العالمية الثانية. بدأت المعركة في 10 مايو 1940 ودامت ليوم واحد فقط. فسرعان ما سقطت لوكسمبورغ نظراً للمقاومة الضعيفة. في حين تمكنت حكومة لوكسمبورغ والدوقة تشارلوت الكبرى من الفرار خارج البلاد وإقامة حكومة منفى بلندن.

## خلفية تاريخية
اندلعت الحرب العالمية الثانية، عندما غزت ألمانيا النازية بولندا في الأول من سبتمبر عام 1939. جاعلةً من الحكومة الدوقية الكبرى للوكسمبورغ في وضع متأزم. فشعبياً كانت كفة التعاطف تميل ناحية بريطانيا وفرنسا ومن ناحية أخرى ونظراً لسياسة الحياد في البلاد منذ معاهدة لندن في عام 1867، فإن الحكومة تبنت موقف حيادى حذر تجاه جيرانها. ووفقاً للقيود المفروضة في المعاهدة، فإن القوة العسكرية الوحيدة التي أبقتها لوكسمبورغ كانت فيلقها الصغير من المتطوعين تحت قيادة الكابتن ألويز جاكوبي، المدعوم من قبل قوات درك الدوقية الكبرى تحت قيادة الكابتن موريس شتاين. مشكلين معاً فيلق الدرك والمتطوعين تحت قيادة الرائد إميل شبيلر.
أعلن راديو لوكسمبورغ في ظهر يوم 1 سبتمبر أنه لكي تظل البلاد محايدة بشكل قاطع، فإنه سيتوقف عن البث. فيما عدا بث يومي لمدة 20 دقيقة في منتصف النهار بينما خصصت الفترة المسائية للإعلانات الحكومية. وخلال باقى الشهر، كانت الحكومة تسلم نسخ كاملة من برامجها الإذاعية إلى المفوضيات الأجنبية في البلاد. لاحقاً في نفس اليوم، اندمجت عدة محطات ألمانية لتظهر على أنها راديو لوكسمبورج ببثها على أثير موجة إذاعة لوكسمبورغ، مقدمةَ «إعلانات غير حيادية بشكل صارخ» طبقاَ لجورج بلات والر القائم بأعمال الولايات المتحدة. وفي مساء يوم 21 سبتمبر، علقت حكومة الدوقية الكبرى جميع برامج البث المتعلقة بقرار الحرب.
في 14 سبتمبر، عُززَ فيلق المتطوعين بإضافة 125 وحدة مساعدة قوية. أدت المناورات العسكرية الألمانية وحركة المرور النهرية في جعل السكان أكثر توتراً، وبناء عليه بدء في ربيع عام 1940 تشييد التحصينات على طول الحدود مع ألمانيا وفرنسا. مكونةً ما يعرف باسم خط شوستر (Schuster line) الذي سمي على اسم كبير مهندسيه، مكوناً من 41 مجموعة من الكتل الخرسانية والبوابات الحديدية؛ 18 جسرًا و 18 حاجزًا على الحدود الألمانية، وخمسة حواجز على الحدود الفرنسية. وبما أن فيلق الدرك والمتطوعين ليس لديه وحدات رواد هندسية، فإن مهمة البناء وقعت على عاتق المهندسين المدنيين، في حين أخذت المشورة الفنية من الفرنسيين الذين أبدوا اهتماماً كبيراً بإنشاء الخط الدفاعى. بنيت سلسلة من تسعة مواقع أمامية للإستطلاع على طول الحدود الألمانية، كلاً منها تحت قيادة قوات الدرك، ومتصلة بجهاز استقبال لاسلكى مركزي موجود في المقر الرسمى للكابتن شتاين بالعاصمة بالقرب من ثكنات المتطوعين في سانت إسبريت. في 4 يناير 1940، انعقد مجلس الوزراء برئاسة الدوقة تشارلوت الكبرى وشرحت الخطوات الواجب اتخاذها في حالة حدوث غزو ألماني.
في ربيع 1940 وبعد عدة إنذارات كاذبة، ازداد احتمال وقوع نزاع عسكري بين ألمانيا وفرنسا. أوقفت ألمانيا تصدير فحم الكوك المستخدم في صناعات الصُلب إلى لوكسمبورغ.[بحاجة لمصدر] وتغلغل عملاء المخابرات العسكرية الألمانية في البلاد، على هيئة سياح تحت قيادة أوسكار رايله. وهو ما لاحظه الكابتن فرناند أرشن، وهو ضابط مخابرات فرنسي رفيع المستوى كان متواجداً في مدينة لوكسمبورغ، متنكراً في هيئة تاجر نبيذ. فأبلغ رؤسائه عن نتائجه في لونجوي في 7 مايو، مدركاً أن العملاء الألمان يخططون للإستيلاء على الجسور الرئيسية على أنهار سوير وموزيل وأور. وأُحيطت سلطات لوكسمبورغ بالعلم أيضاً، فعمل الكابتن شتاين على وقف أنشطة الألمان.
وفي 3 مارس، تلقى الجيش الفرنسي الثالث أمراً باحتلال لوكسمبورغ في حالة وقوع هجوم ألماني.

## مُقدمات الغزو
وفي مساء يوم 8 مايو، أمَرت حكومة الدوقية الكبرى للمرة الأولى بإغلاق جميع أبواب خط شوستر في الساعة 11:00 ظهراً حتى الساعة 06:00 صباح اليوم التالي مهما كانت الظروف. وطوال اليوم شهدت سلطات لوكسمبورغ نشاطاً أقل بكثير على الجانب الآخر من الحدود ولم تقدم أي تقارير عن تحركات الدبابات أو الأسلحة الآلية. وبعد ظهر يوم 9 مايو، شاهد ضابط مخابرات فرنسي متمركز في كليرفو قوات ألمانية تستعد لإقامة جسور عائمة على نهر سوير. وقد حاول الاتصال دون جدوى بالكابتن أرشن، فلجأ إلى إجراء مكالمة هاتفية مباشرة مع رؤسائه في لونغوي. وفي وقت متأخر من ذلك المساء، حصلت حكومة الدوقية الكبرى على وثيقة تعود لقيادة الفرق الألمانية. بتاريخ 23 أبريل1940، تظهر تفصيلياً أوامر من رئيس هيئة الأركان لوحدات متعددة باحتلال النقاط الإستراتيجية داخل لوكسمبورغ. وبناء على ذلك وضعت حكومة الدوقية الكبرى جميع المراكز الحدودية ومعسكرات الدرك الدوقي الأكبر في حالة تأهب كامل. وفي مدينة لوكسمبورج، حُشدت قوات الدرك للدفاع عن المباني العامة وإرسلت دوريات متجولة للقبض على عملاء الطابور الخامس. واعتُقل المستشار الاقتصادي ومستشار المفوضية الألمانية لاستجوابهما بشأن ادعاءات استخدامهما لسيارات دبلوماسية لتنظيم أنشطة تخريبية داخل البلاد. وبما أن الغزو لم يحدث بعد، فقد ظلا متمتعان بالامتيازات الدبلوماسية واضطرت الشرطة إلى إطلاق سراحهما. في حين قُبض على مجموعة من عملاء الطابور الخامس أثناء محاولتهم الوصول إلى المفوضية. في هذه الأثناء، تلقى الكابتن أرشن تقرير مرؤوسيه، ولكن عند هذه النقطة علم من مخبرين في الدرك أنه جرى تبادل لإطلاق النار مع عملاء ألمان في مزرعة نائية بالقرب من نهر موزيل. وفي الساعة 11:45 راسل لونغوي لاسلكياً: «تقارير عن تحركات هامة للقوات الألمانية على الحدود الألمانية-اللوكسمبورغية.» وطوال الليل أصبحت رسائله أكثر توتراً. سمع اثنان من مسؤولي الجمارك اللوكسمبورغيين في فورملدانج الخيول والجنود في جميع أنحاء موزيل، لكنهم لم يتمكنا من تحديد أنشطة الألمان بسبب الضباب الكثيف.
وفي حوالي منتصف الليل، عقد الكابتن شتاين ووزير العدل فيكتور بودسون ومفوض الشرطة جوزيف ميشيل فايس اجتماعاً طارئاً. طلب بودسون بتعزيز العاصمة بقوات الدرك جنوباً، وأُعلم فايس بإرسال هذه المعلومات إلى مفوض منطقة العاصمة لإعطاء الأوامر اللازمة. حاول فايس بعد ذلك الاتصال بمفوض المنطقة عن طريق الهاتف، لكنه فشل في الوصول إليه. وبناء على ذلك لم تأتِ التعزيزات أبداً. وبعد فترة وجيزة، أُمر رجال الدرك في ديكيرش بحراسة الجسر المحلى للسكة الحديدية وأن يكونوا على حذر من الأشخاص غير المألوفين. تلقت السلطات اللوكسمبورجية التقارير الأولى عن تبادل إطلاق النار في حوالي الساعة 2:00 فجراً عندما نُصب كمين لاثنان من رجال الدرك بالقرب من الحدود الألمانية على أيدي عملاء يرتدون ثياباً مدنية. انسحب الألمان إلى طاحونة فيلس بالقرب من جريفينماخر وأرسل حوالي 20 جندياً تطوعوا لاعتقالهم. ثم أمرت الحكومة بإغلاق جميع الأبواب الحديدية على طول الحدود. في الساعة 02:15 حدث هجوم على الجنود المتمركزين في بوس من قبل ألمان في ملابس مدنية. أصيب جندي واحد بجروح بالغة، وكذلك ألمانياً كان محتجزاً. بعد ذلك بفترة وجيزة، نُصب كمين لقائد الدرك وسائقه وتبادلا إطلاق النار مع راكبي دراجات ناطقين بالألمانية؛ دون وقوع إصابات. نجح عملاء الطابور الخامس في قطع الأسلاك الهاتفية بين العاصمة ومراكز الحدود، مما أجبر رجال الدرك على الاتصال عبر الراديو على الموجة القصيرة. استولى العملاء الألمان تدريجياً على المحطات الإذاعية؛ وكانت آخر محطة تسقط في فاسربيلينش والتي ظلت تبث حتى اخترق الألمان غرفة عملياتها.
في 10 مايو 1940 أُمر بإغلاق الأبواب الحديدية لخط شوستر في الساعة 03:15 عقب ورود تقارير عن تحرك القوات الألمانية على الجانب الشرقي من الأنهار الحدودية؛ أور وسوير وموزيل. في الساعة 03:30 أفرجت السلطات في لوكسمبورغ أيضاً عن المعتقلين من الطيارين الفرنسيين والألمان الفارين من الجيش. أُجليت العائلة المالكة من مقر إقامتها في كولمار-بيرج إلى قصر جراند دوكال في مدينة لوكسمبورغ. وعند الفجر، بعد حوالي 30 دقيقة، رُصدت طائرات ألمانية تُحلق فوق مدينة لوكسمبورغ باتجاه بلجيكا.

## الغزو

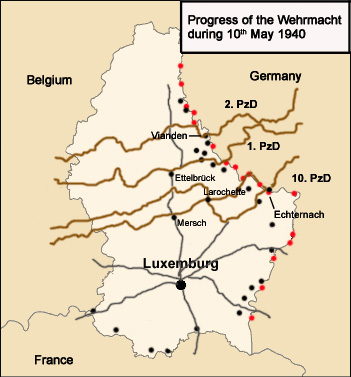
خريطة تظهر خط سير الغزو الألماني

في الساعة 04:35 بدأ الغزو الألماني عندما عبرت فرق البانزر الأولى والثانية والعاشرة الحدود في فاليندروف-بونت، وفياندن، وإيخترناخ على التوالي. مستخدمةً المنحدرات الخشبية لعبور فخاخ الدبابات لخط شوستر. جرى تبادل إطلاق النار، لكن الألمان لم يواجهوا أي مقاومة تذكر باستثناء بعض الجسور التي دمُرت وبعض الألغام الأرضية، لاسيما أن أغلب فرق المتطوعين بقت في ثكناتها. أما من دافع عن الحدود فهم الجنود الذين تطوعوا لواجب الحراسة وقوات الدرك فقط.أمَنَت مجموعة من الألمان الجسر في فورميلدنج وقبضت على ضابطي الجمارك هناك، اللذان طالبوهما بالتوقف لكنهما امتنعا عن إطلاق النار. اصلح مهندسون من كتيبة غروس دويتشلاند الجسر المهدم جزئيا بسرعة فوق نهر سوير في ايخترناخ، مما سمح بعبور فرقة البانزر العاشرة، وحلقت الطائرات أعلاهم مُتجهة صوب بلجيكا وفرنسا، على الرغم من أن بعض القوات توقفت وهبطت داخل البلاد.[بحاجة لمصدر]
أَخطر النقيب آرشن مراراً رؤسائه في لونغوي بحدوث الغزو، لكن تقاريره لم تصل إلى الجيش الثالث في ميتز. بدا الوضع غير واضح لقائد الجيش، الجنرال تشارلز كوندي، فأرسل في الساعة 05:30 وحدات استطلاع جوية للتحقق. وفي الساعة 06:00 أُمرت فرقة الخيالة الفرنسية الخفيفة الثالثة بالتصدى للغزو. والذي علمت به الحكومة اللوكسمبورغية وبلاط الدوقية الكبرى عن طريق الهاتف والرسائل الإذاعية في المراكز الحدودية التابعة لمقرات الدرك والمتطوعين. حاول وزير الخارجية جوزيف بيش، بحضور رئيس الوزراء بيير دوبونج، الاتصال بالسفير الألماني أثناء وجوده في مقر إقامته الخاص، لكنهما أبلغا أنه ليس موجوداً في أي منهما. في الساعة السادسة والنصف، غادرت غالبية الحكومة العاصمة، بما في ذلك دوبونج وبيش، في موكب إلى مدينة إيش الحدودية. وهناك هبطت مجموعة من 125 من قوات العمليات الخاصة الألمانية بواسطة طائرات فيزلير ستورش، مع أوامر بالسيطرة على المنطقة حتى وصول قوة الغزو الرئيسية. واجههم أحد أفراد الدرك وطلب منهم المغادرة، لكنهم أسروه سجيناً. واجه موكب الحكومة حاجزاً ألمانياً على مفترق طرق، فاضطر إلى الالتفاف عبر الريف لتجنب الأسر. وتبعهم السفير الفرنسي جان تريبير لكن الألمان أوقفوه وأُجبر على العودة إلى العاصمة. كما أوقفوا السفير البلجيكي كيرفين دي ميريندري على الحدود وأمروه بالعودة.
قررت الدوقة تشارلوت الكبرى مغادرة القصر، بعد مشاورة وزرائها، وذلك برفقة زوجها، الأمير فيليكس، ووالدتها، الدوقة الأرملة الكبرى، مارى آن وأعضاء من الأسرة الحاكمة، حيث غادرت إلى قرية ريدانج الحدودية. وبعد توقف قصير، عبر موكبها الحدود في الساعة 07:45. في هذه الأثناء، كان على وريث عرش الدوقية الأكبر الدوق جان واثنتان من شقيقاته، الانتظار على الحدود برفقة أحد الياوران وذلك للتأكد من حدوث الاحتلال. وفي حوالي الساعة 8:00 صباحاً، عَبر رئيس الوزراء والوفد المرافق له الحدود قبل الاتصال بالقوات الفرنسية في لونجلافي. كشفت اَخر المكالمات الهاتفية التي أجريت مع مدينة لوكسمبورغ أن العاصمة مُحاصرة بالكامل.[بحاجة لمصدر]
تمكنت كوكبة تشارلوت من التواصل مع موكب الحكومة في لونغوي. وانضم إليهم وريث الدوقية الأكبر في سانت-مينهولد بعدما أوقفت القوات الألمانية زمرته بالقرب من إيش، الذين لم يتمكنوا من الفرار إلا عندما قاد سائقهم مباشرة نحو الجنود.
في الساعة 08:00، عبرت عناصر من فرقة الخيالة الفرنسية الخفيفة الثالثة (3 DLC) بقيادة الجنرال بيتيت، الحدود الجنوبية بدعم من اللواء السباهي الأول (الخيالة الصبايحية) بقيادة العقيد جوفولت والسرية الثانية من الكتيبة المدرعة الخامسة (5 BCC)، وذلك لإجراء تحقيق في وجود القوات الألمانية تراجعت هذه الوحدات فيما بعد خلف خط ماجينو. وقُتل خمسة من جنود السباهى. أصدر المارشال الجوي البريطاني آرثر بارات، بعد نفاذ صبره في تردد القوات الجوية الفرنسية القيام بضربات جوية، أوامراً لسرب من قاذفات فيري باتل التابعة للسرب 226 بمهاجمة طوابير الدبابات الألمانية. والتي ذهبت دون مرافقة المقاتلات، فواجهت نيران أرضية قوية. وتضرر معظمها بفعل مدافع 8.8 سم فلاك لكنها تمكنت من الفرار. فيما تلقت إحداها إصابة مباشرة وتحطمت بالقرب من بتندورف. سحب الجنود الألمان أفراد الطاقم الثلاثة المصابين من الحطام المحترق، لكن أحدهم توفي لاحقاً في مستشفى محلي.
قاوم الدرك الدوقي الكببر القوات الألمانية، لكن بدون جدوى. واحتُلت العاصمة قبل ظهر اليوم. بينما سقطت سلسلة قيادة الدرك في الجنوب في حالة من الفوضى بسبب تدفق اللاجئين ووصول القوات الألمانية والفرنسية. كان معظم أفراد الدرك يرافقون اللاجئين عبر الحدود، بينما هجر بعضهم مواقعهم وفروا إلى فرنسا. بلغ مجموع خسائر لوكسمبورغ جرح ستة رجال من الدرك وجندى واحد، في حين أُسر 22 جنديًا (ستة ضباط و16 صف ضابط) [18] بحلول مساء 10 مايو 1940، احتلت القوات الألمانية معظم البلاد، باستثناء الجنوب. فر أكثر من 90,000 مدنياً من مقاطعة إيش-سور-ألزيت نتيجة لتقدم الألمان. أُجلى منهم 47,000 إلى فرنسا، في حين انتشر 45,000 في الجزء الأوسط والشمالي من لوكسمبورغ.

## ما بعد الغزو
فرت الدوقة تشارلوت الكبرى وحكومة رئيس الوزراء بيير دوبونج إلى فرنسا ثم البرتغال ثم المملكة المتحدة، قبل أن تستقر في نهاية المطاف في كندا طوال مدة الحرب. وبوجودها في المنفى في لندن، أصبحت تشارلوت، رمزاً هاماً للوحدة الوطنية. في حين تطوع ابنها ووريثها، جان في الجيش البريطانى عام 1942. كان الممثل الرسمي الوحيد الذي خلفوه هو ألبرت فهرر، رئيس وزارة شؤون الدولة، فضلاً عن 41 من النواب.
وبحلول نهاية مايو، أنشأ فيهرر والعديد من كبار الموظفين «لجنة إدارية» مؤقتة لإدارة لوكسمبورغ كبديل عن العائلة الدوقية الكبرى والوزراء الآخرين. حيث احتفظ فهرر بوزارة شؤون الدولة وتولى مسؤولية العلاقات الخارجية والعدل؛ بينما كان جين ميتزدورف وزيراً للداخلية والنقل والأشغال العامة. وأدار جوزيف كارمس الشؤون المالية والعمل والصحة العامة. كما أشرف لويس زيمر على التعليم وتولى ماتياس بوتز وزارات الزراعة وزراعة العنب والتجارة والصناعة. في الأيام التي أعقبت الغزو تجول الضباط اللوكسمبورغيين حول العاصمة بحرية، رغم أن الجنود النظاميين كانوا في الغالب محصورين في ثكناتهم. احتجز الكولونيل شبيلر لفترة وجيزة من قبل الجستابو، إلا أنه أطلق سراحه في وقت لاحق تحت متابعة دقيق.

## الملاحظات
1. ↑  كان فيلق الدرك والمتطوعين تحت القيادة الشرفية للأمير فيليكس، لكن القيادة الفعلية للوحدة كانت للرائد شبيلر.[2]
2. ↑  كان أرشن يتخابر في لوكسمبورغ منذ مايو 1936.[12]
3. ↑  ذكرت جمعية الصحافة البلجيكية في عام 1941 أن أحد رجال الدرك قُتل وأُصيب الآخرون بجروح بالغة،[19] على الرغم من أن نسخة ذكرى الحرب عام 1948 التي طبعت في النشرة الإخبارية لوزارة دولة دوقية لوكسمبورغ الكبرى لم تذكر أن أحد رجال الدرك أو الجنود قتل خلال الغزو.[20]

## الاستشهادات
1. ↑  Waller 2012, p. 11.
2. ↑  Thomas 2014، صفحات 15–16.
3. ↑  Waller 2012, p. 23.
4. ↑  "Luxembourg Army History". National Museum of Military History Diekirch. Musée national d'histoire militaire. Archived from the original on 22 August 2006. Retrieved 6 October 2016.
5. ↑  Melchers 1979, p. 258.
6. ↑  Thomas 2014, p. 15.
7. ↑  Melchers 1979, pp. 258–259.
8. ↑  Government of Luxembourg 1942, p. 36
9. 1 2  Biographie nationale du pays de Luxembourg : Fascicule 11 (in French). Bibliothèque nationale de Luxembourg. p. 24.
10. 1 2 3 4 5 6  Belgium 1941, p. 100.
11. 1 2 3 4 5  Horne, Alistair, To Lose a Battle, p.258-264
12. ↑  Melchers 1979، صفحة 259.
13. 1 2 3 4  May 2015, pp. 3–4.
14. 1 2  Kaufmann & Kaufmann 2007, p. 176.
15. ↑  Government of Luxembourg 1942, p. 34.
16. ↑  Government of Luxembourg 1942, p. 36.
17. 1 2  Artuso 2015, pp. 138–139.
18. ↑  Rothbrust 1990, p. 47.
19. ↑  Belgium 1941، صفحة 100.
20. ↑  "Inauguration du Monument érigé à la Mémoire des Morts de la Force Armée de la guerre de 1940-1945" (PDF). Grand Duché de Luxembourg Ministére D'État Bulletin D'Information (بالفرنسية). Luxembourg: Service information et presse. Vol. 4, no. 10. 31 Oct 1948. p. 147. Archived from the original (PDF) on 2017-01-08.
21. 1 2  Government of Luxembourg 1942، صفحة 37.
22. ↑  Spiller 1992, p. 234.
23. ↑  Waller 2012, p. 29.
24. ↑  "Bulletin D'Information" (PDF) (Press release) (in French). Grand Duché de Luxembourg Ministére D'État. 1996. p. 74. Retrieved 1 September 2016.[dead link]
25. ↑  Ramalho, Margarida de Magalhães (23 May 2019). "A fuga para a liberdade da família grã-ducal". Contacto (بالبرتغالية). Archived from the original on 2020-06-01. Retrieved 2020-03-29.
26. ↑  Government of Luxembourg 1942, p. 38.
27. ↑  Raths 2008, p. 7.
28. ↑  "75 Jahre danach!". National Museum of Military History Diekirch (in German). Musée National d'Histoire Militaire. 2 July 2015. Retrieved 20 August 2016.
29. ↑  Waller 2012, p. 58.
30. ↑  Waller 2012, p. 42.
31. ↑  "Décès du Colonel E. Speller, Aide de Camp de S. A. R. Madame la Grande-Duchesse de Luxembourg:" (PDF). Grand Duché de Luxembourg Ministére D'État Bulletin D'Information (in French). 8 (12). Luxembourg: Service information et presse. 29 February 1952. p. 30.

## للمزيد من القراءة
- Koch-Kent، Henri (1971). 10 Mai 1940 en Luxembourg: Témoignages et Documents. Luxembourg. OCLC:462123795.{{استشهاد بكتاب}}:  صيانة الاستشهاد: مكان بدون ناشر (link)